# Los favoritos
Los favoritos es un álbum de estudio colaborativo del cantante estadounidense Arcángel y su productor DJ Luian. Fue publicado el 11 de diciembre de 2015 a través del sello Pina Records y siendo distribuido por Sony Music Latin. El álbum contiene la participación de J Balvin, Cosculluela, De la Ghetto, Wisin, Farruko, entre otros. Debido a algunas letras explícitas, el álbum recibió un Parental Advisory, causando la publicación de una versión limpia simultáneamente. El proyecto fue producido ejecutivamente por DJ Luian.

## Antecedentes
El disco se iba a llamar La verdadera situación pero al final se terminó llamando Los Favoritos. En este disco los artistas invitados eran artistas más sonados del momento. En una entrevista que le hicieron a DJ Luian le preguntaron sobre la ausencia de Ozuna, a lo que el respondió: "Cuando grabamos el disco, Ozuna no estaba pegando."

## Lista de canciones
| N.º | Título | Productor                                                      | Duración |  |
| 1.  | «Los favoritos (Intro)» (Arcángel & DJ Luian feat. Farruko, Ñengo Flow, Ñejo, Alexio "La Bestia", Pusho & Genio) | DJ Luian, Noize "El Nuevo Sonido"                              | 5:37     |  |
| 2.  | «Pensándote» (Arcángel feat. Nicky Jam)                                                                          | DJ Luian, DJ 40, Saga WhiteBlack                               | 3:59     |  |
| 3.  | «Soltera» (Arcángel feat. Farruko & Ñengo Flow)                                                                  | DJ Luian, Noize "El Nuevo Sonido"                              | 4:48     |  |
| 4.  | «50 sombras de Austin» (Arcángel)                                                                                | DJ Luian, Dexter & Mr. Greenz                                  | 3:16     |  |
| 5.  | «Imagínate» (Arcángel feat. J Balvin)                                                                            | DJ Luian, Sky "Rompiendo El Bajo" & Mosty                      | 3:38     |  |
| 6.  | «Decídete» (Arcángel feat. Wisin)                                                                                | DJ Luian, Jumbo "El Que Produce Solo", Frabian Eli             | 3:25     |  |
| 7.  | «Más piquete que yo» (Arcángel & DJ Luian feat. De La Ghetto, Cosculluela & Randy)                               | DJ Luian, Noize "El Nuevo Sonido"                              | 4:12     |  |
| 8.  | «Solo tú» (Arcángel feat. Maluma)                                                                                | DJ Luian, Kevin ADG & Chan "El Genio"                          | 3:23     |  |
| 9.  | «Nadie» (Arcángel feat. Zion & Lennox)                                                                           | DJ Luian, Yanyo "The Secret Panda"                             | 3:11     |  |
| 10. | «Pura sensualidad» (Arcángel feat. J Alvarez)                                                                    | DJ Luian, Noize "El Nuevo Sonido"                              | 3:33     |  |
| 11. | «La loca» (Arcángel feat. Jory Boy)                                                                              | DJ Luian, Mambo Kingz                                          | 3:04     |  |
| 12. | «Pal muro» (Arcángel feat. Alexio "La Bestia")                                                                   | DJ Luian, Jowny Boom Boom                                      | 3:53     |  |
| 13. | «El favorito de tu gata» (Arcángel)                                                                              | DJ Luian, Gaby Music                                           | 3:10     |  |
| 14. | «Chikiribon» (Arcángel feat. Mozart "La Para")                                                                   | DJ Luian, Lil Geniuz, DJ Topo "La Máscara" & 1A Studios        | 3:59     |  |
| 15. | «Vacilar y joder» (Arcángel feat. Genio)                                                                         | DJ Luian, Super Yei, Jone Quest, EQ "El Equalizer"             | 3:39     |  |
| 16. | «Mami qué tú tienes» (Arcángel feat. Vakero)                                                                     | DJ Luian, EQ "El Equalizer", DJ Topo "La Máscara" & 1A Studios | 4:24     |  |
| 17. | «Me gusta» (Arcángel feat. Luigi 21 Plus)                                                                        | DJ Luian, Ez "El Ezeta"                                        | 4:40     |  |
| 18. | «Soy dueño» (Arcángel feat. Randy)                                                                               | DJ Luian, Lil Geniuz, DJ Blass                                 | 3:34     |  |

| N.º | Título                               | Productor             | Duración |  |
| 17. | «Tu Cuerpo Me Hace Bien» (Arcángel ) | Mambo Kingz, DJ Luian | 3:44     |  |

Notas
- «Me Gusta» fue eliminada del álbum en sus ediciones digitales, siendo reemplazada por «Tu cuerpo me hace bien».